# Pozo Nuevo
Pozo Nuevo é uma comuna da província de Córdoba, na Argentina.